# Exposición de la Revolución Fascista
La Exposición de la Revolución Fascista (italiano: Mostra della Rivoluzione Fascista) fue un espectáculo celebrado en Roma en el Palazzo delle Esposizioni de 1932 a 1934. Inaugurada por Benito Mussolini el 28 de octubre de 1932, tuvo 4 millones de visitantes.
Se repitió en las dos ediciones posteriores de 1937 y 1942, coincidiendo con las recurrencias de cinco años de la marcha en Roma, sin obtener un éxito similar con el público. Su director y diseñador fue Dino Alfieri, con la cooperación de Luigi Freddi y Cipriano Efisio Oppo.
Al contar la evolución de la historia italiana desde 1914 hasta la Marcha sobre Roma, nunca se concibió como una representación objetiva de los hechos o como una mera exposición de documentos históricos, sino como una obra de propaganda fascista para influir e involucrar a la audiencia emocionalmente. Por esta razón, no solo se convocó a historiadores para ayudar en la exposición, sino también a exponentes de diversas corrientes artísticas de la época, como Mario Sironi, Enrico Prampolini, Gerardo Dottori, Adalberto Libera y Giuseppe Terragni.